# Martes de Carnaval (pel·lícula)
Martes de Carnaval és una pel·lícula espanyola del 1991 dirigida per Fernando Bauluz i Pedro Carvajal y Urquijo, qui també és coguionista. Fou rodada a Santiago de Compostel·la i Os Ancares. Entre els protagonistes hi ha tres germans Molina. Ha estat traduïda al gallec.

## Argument
Un escriptor viu en un llogaret de Galícia, recentment divorciat, amb problemes amb l'alcohol i amb bloqueig creatiu. Recorda un dimarts de Carnaval de quan era jove on es projecten els seus odis sobre la seva ex-esposa, el seu editor i la seva assistenta.

## Repartiment
- Fernando Guillén - Escriptor
- Juan Diego - Editor
- Elisa Montés - Assistenta
- Laura Ponte - Vídua
- Ángela Molina - María del Campo (segona)
- Mónica Molina - María del Campo (primera)
- María Pujalte - Alba

## Reconeixements
Fernando Guillén va rebre el Fotogramas de Plata 1991 al millor actor de cinema.